# Letsemeng
Letsemeng – gmina w Republice Południowej Afryki, w prowincji Wolne Państwo, w dystrykcie Xhariep. Siedzibą administracyjną gminy jest Koffiefontein.